# عملية ضربة الشبح
عملية ضربة الشبح كانت هجومًا كبيرًا شنّه الفيلق متعدد الجنسيات في العراق في 15 أغسطس 2007 ضمن حملة لقمع كل من تنظيم الدولة الإسلامية في العراق المرتبط بالقاعدة وعمليات المتمردين الشيعة في العراق. شملت العملية عدة عمليات متزامنة في أنحاء العراق، وركزت على مطاردة الإرهابيين المتبقين من تنظيم الدولة الإسلامية في العراق والمجموعات المتمردة المدعومة من إيران. انتهت العملية في يناير 2008، وتلتها عملية فينيق الشبح.

## الخلفية
أعلن تنظيم القاعدة إنشاء الدولة الإسلامية في العراق في منتصف أكتوبر 2006، لتحل محل مجلس شورى المجاهدين وتنظيم القاعدة في العراق.
أدت عمليتان كبيرتان مشتركتان للقوات العراقية والتحالف، أُطلقتا في أوائل وحتى منتصف 2007، هما عملية فرض القانون في بغداد وعملية الرعد الشبح في المناطق المحيطة بالعاصمة، إلى تقليل فعالية الجماعات المتطرفة في جميع أنحاء العراق، وحرمان المتمردين من الملاذات الآمنة، ومناطق الدعم، وخطوط الإمداد. اعتُقل أو قتل عدد من القادة البارزين لتنظيم الدولة الإسلامية في العراق والمتمردين الشيعة، وتم تحرير أجزاء كبيرة من السكان العراقيين من تهديد تنظيم الدولة الإسلامية في العراق.
أعلن الرئيس الأمريكي جورج بوش الابن عن العملية في خطاب إذاعي بتاريخ 18 أغسطس 2007، وقال:
في الأشهر الأخيرة، ضربت القوات الأمريكية والعراقية ضربات قوية ضد إرهابيي القاعدة والمتطرفين العنيفين في الأنبار ومحافظات أخرى. في الأيام الأخيرة، شنت قواتنا وحلفاؤنا العراقيون هجومًا جديدًا يسمى الفينيق الشبح. في هذا الهجوم، ننفذ عمليات مستهدفة ضد الإرهابيين والمتطرفين الفارين من بغداد ومدن رئيسية أخرى، لمنعهم من العودة أو إنشاء قواعد عمليات جديدة. الإرهابيون لا يزالون خطرين ووحشيين، كما شهدنا هذا الأسبوع عندما ذبحوا أكثر من 200 من اليزيديين الأبرياء، وهم أقلية دينية صغيرة في شمال غرب العراق. قلوبنا مع عائلات القتلى، وقواتنا ستلاحق القتلة وراء هذا الهجوم المروع.

## العمليات الفرعية

### عمليات الفرقة متعددة الجنسيات – الشمال

#### عملية مطرقة البرق الأولى والثانية
بدأت في 15 أغسطس 2007 بمشاركة جنود لواء القتال الثالث، الفرقة الأولى فرسان بالتعاون مع عناصر من الفرقة الخامسة للجيش العراقي، حيث نفذوا إنزالًا جويًا ليليًا على مواقع محددة لاعتقال أو قتل عناصر من تنظيم الدولة الإسلامية في العراق المسؤولين عن أعمال العنف ضد المدنيين العراقيين. أُطلق على العملية اسم مطرقة البرق، وشارك فيها نحو 16,000 من قوات الأمن العراقية وقوات التحالف، وكانت هجومًا واسع النطاق يهدف إلى هزيمة تنظيم الدولة الإسلامية في العراق وغيره من الخلايا الإرهابية التي تبحث عن ملاذ آمن في وادي نهر ديالى.

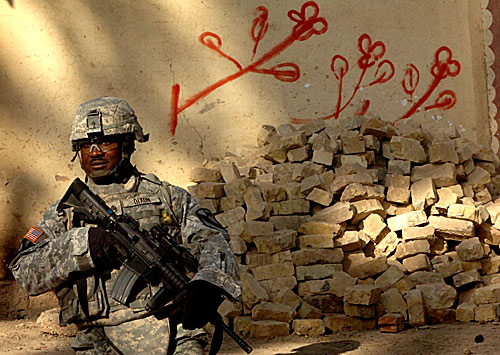
الرقيب دوني ديكسون يسحب حراس الأمن أثناء قيامه بدورية ضمن عملية مطرقة البرق في موكيشا، العراق، 14 أغسطس 2007.

استهدفت العملية عناصر القاعدة الذين فرّوا من بعقوبة إلى المناطق المحيطة شمال عاصمة ديالى. وإلى جانب آلاف الجنود العراقيين وقوات التحالف المشاركين في العملية، دعمتها مروحيات هجومية، وإسناد جوي قريب، وآليات برادلي القتالية ودبابات لتكملة الجهد المشترك.

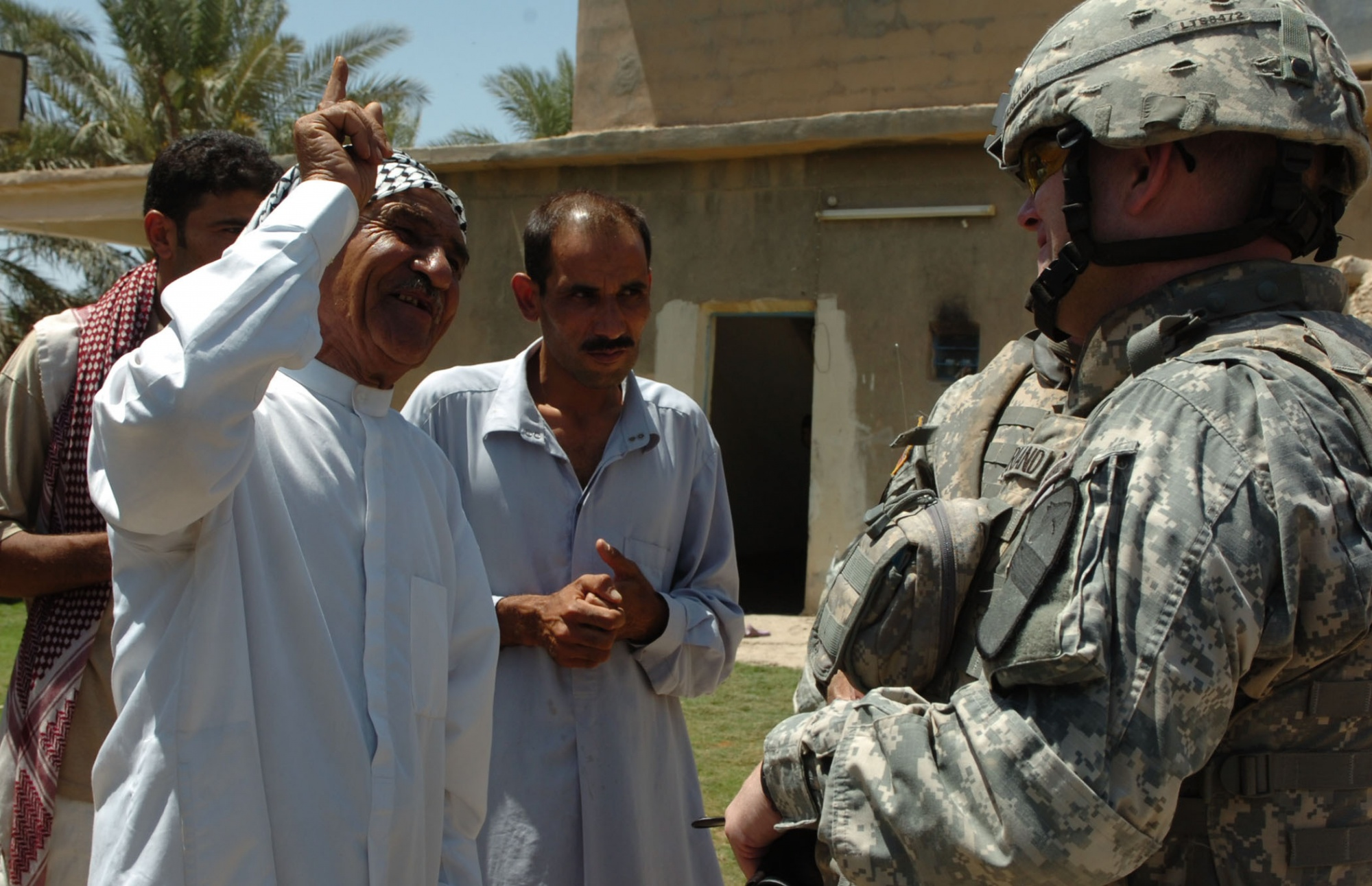
العقيد ديفيد دبليو. ساذرلاند، قائد قوات التحالف في محافظة ديالى، العراق، يتحدث مع الشيخ سامي، أحد زعماء العشائر في قرية الشيخ سعد، للتأكد من أن المواطنين المحليين يشعرون بالأمن وأنهم يعاملون باحترام أثناء عملية مطرقة البرق، 14 أغسطس 2007.

خلال الليل وحتى الصباح، أُطلقت أكثر من 300 قذيفة مدفعية وصواريخ وقنابل لمنع تحركات تنظيم الدولة الإسلامية في العراق وضرب أهداف مشتبه بها. مهّد هذا القصف الطريق لهجمات ليلية لاحقة جوية وبرية في وادي نهر ديالى نفذها السرب الخامس، فوج الفرسان 73 وسرب الاستطلاع المدرع 6-9. انضمت هذه القوات إلى وحدات أخرى كانت تُجري عملية مطرقة البرق في مناطق مختلفة من ديالى وصلاح الدين، ليصل المجموع إلى نحو 10,000 جندي من قوات التحالف و6,000 من قوات الأمن العراقية. تصدى جنود السرب 5-73 لعدة هجمات ضعيفة بأسلحة خفيفة، فقتلوا ثلاثة مسلحين من تنظيم الدولة الإسلامية في العراق، واعتقلوا ثمانية آخرين، وكشفوا مخبأً للأسلحة وعددًا من العبوات الناسفة ومنزلًا مفخخًا.
وفي هجوم داعم شمال بعقوبة، اكتشفت الفرقة الخامسة للجيش العراقي والفوج 5-20 مشاة مخبأً للتنظيم يضم فرش نوم يُعتقد أنها كانت لـ25 مقاتلًا، إلى جانب مخبأ كبير لمواد تصنيع العبوات الناسفة، وقذائف هاون، وقاذفات صواريخ أر بي جي. دُمّر هذا المخبأ في مكانه.
اختُتمت عملية مطرقة البرق في 22 أغسطس 2007 بمقتل 26 متمردًا واعتقال 37 آخرين. أعقبتها عملية متابعة سُمّيت مطرقة البرق الثانية في أوائل سبتمبر، وأسفرت عن مقتل 16 متمردًا إضافيًا.

#### عملية مطرقة الحديد وعملية الحاصد الحديدي

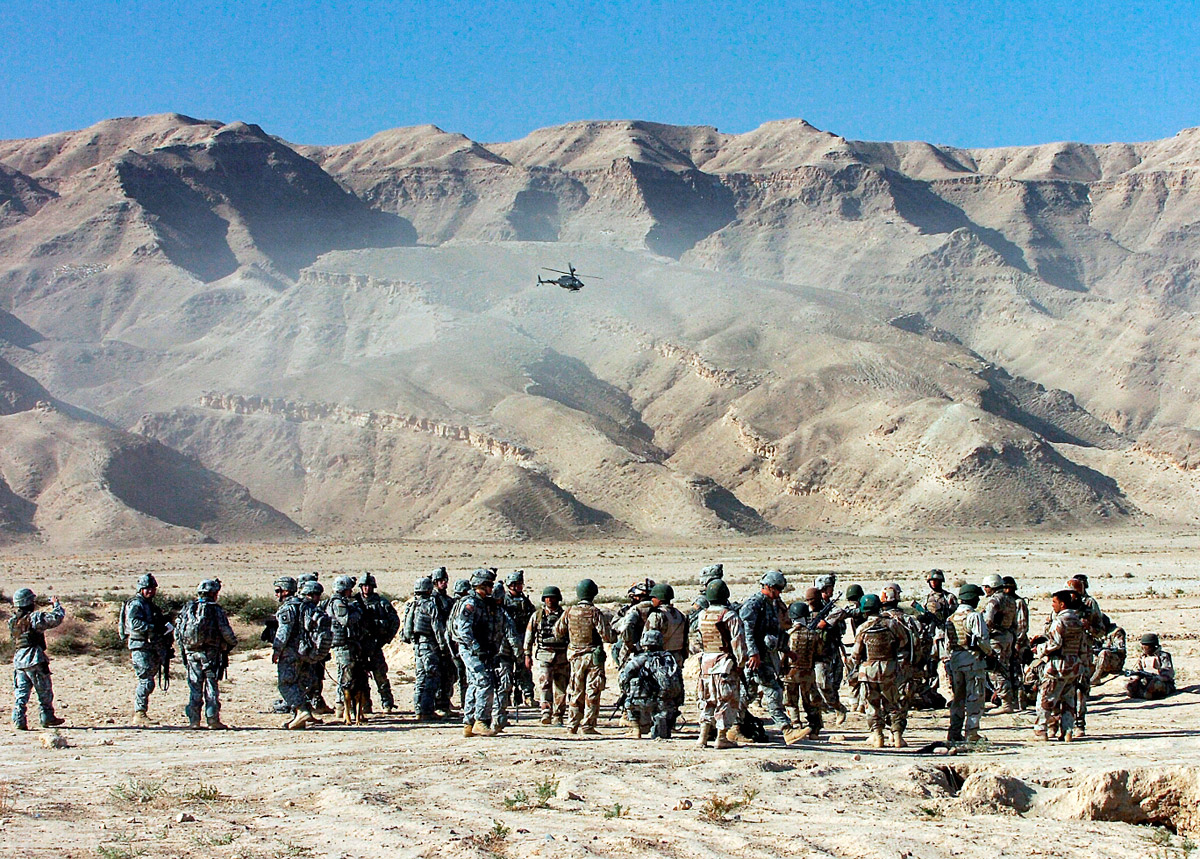
جنود اللواء القتالي الأول من الفرقة 101 المحمولة جواً، إلى جانب جنود من الفرقة الرابعة في الجيش العراقي، يستعدون للانسحاب من هدف على طول سلسلة تلال حمرين خلال عملية بولدوغ هامر.

بعد انتقال سلطة القيادة في الفرقة متعددة الجنسيات – الشمال من الفرقة 25 مشاة (قوة المهام البرق) إلى الفرقة الأولى مدرعة (قوة المهام الحديد) في أواخر أكتوبر 2008، أُطلقت عملية مطرقة الحديد كامتداد لعملية مطرقة البرق الثانية في نوفمبر 2007. ووضعت الخطة بشكل مشترك بين القيادتين. تركزت العملية في بدايتها على مثلث الزاب، وهو منطقة ريفية في محافظة كركوك، اعتُبرت ملاذًا آمنًا لتنظيم الدولة الإسلامية في العراق وموقعًا محتملًا لانسحاب المتمردين بعد هزيمتهم في ديالى. توسعت العملية لاحقًا لتشمل جميع فرق القتال الأمريكية الخمس في المقاطعات الأربع ضمن نطاق عمليات الفرقة متعددة الجنسيات – الشمال، كما شاركت فيها كل الفرق العراقية الأربع في المنطقة. خلال أسبوعين من العمليات، كُشف عن 79 مخبأ أسلحة، و29,000 لتر من حمض النتريك، و500 قذيفة هاون ومدفعية، وأحد أكبر مخابئ العبوات الخارقة للدروع التي عُثر عليها في العراق.
تلتها عملية الحاصد الحديدي في 27 نوفمبر 2007، وهدفت إلى مواصلة تعطيل نشاط تنظيم الدولة الإسلامية في العراق في شمال البلاد. استهدفت العملية خصوصًا ممر الخالص في ديالى، ومثلث الزاب، وغرب الموصل بمشاركة 4 من أصل 5 ألوية أمريكية، إضافة إلى الفرقة الثانية والثالثة والخامسة من الجيش العراقي. ونتيجة لجهود المصالحة خلال مطرقة الحديد، تأسست مجموعة جديدة من أبناء العراق في الحويجة جنوب غرب كركوك.

#### عمليات الفرقة متعددة الجنسيات – المركز

##### عملية مارن هسكي
انطلقت في 15 أغسطس 2007، واستهدفت المتمردين في وادي نهر دجلة الذين أُجبروا على الانسحاب من ملاجئهم في العرب جبور وسلمان باك نتيجة العمليات السابقة. شملت العملية سلسلة إنزالات جوية عبر أحزمة بغداد الجنوبية بسبب عوائق القنوات وأنظمة الري التي حدّت من حركة قوات التحالف. نُفّذت سبع إنزالات جوية بمشاركة لواء القتال الرابع، الفرقة 25 مشاة، وبإسناد من لواء الطيران القتالي الثالث، الفرقة 3 مشاة. أسفرت العملية عن اعتقال 80 متمردًا وقتل 43 آخرين، وشهدت أيضًا أولى حركات أبناء العراق المستدامة جنوب بغداد. في سبتمبر 2007، تطورت العملية إلى شعلة مارن الثانية.

##### عملية شعلة مارن الثانية
ركزت على تطوير ودعم مجموعات أبناء العراق بواسطة قوات التحالف، خصوصًا اللواء الثقيل الثاني من الفرقة 3 مشاة. جُندت قوة من 700 إلى 1000 رجل، ما مكّن قوات التحالف من استهداف تنظيم الدولة الإسلامية في العراق بدقة أكبر. قُتل أو اعتُقل حوالي 250 عنصرًا من التنظيم خلال العملية، من بينهم 6 أهداف عالية القيمة. تلتها في منتصف أكتوبر عملية مارن سندان.

##### عملية مارن سندان
على عكس العمليات السابقة التي ركزت على المتطرفين السنة وتنظيم الدولة الإسلامية، استهدفت هذه العملية المتطرفين الشيعة المرتبطين بـ جيش المهدي التابع لمقتدى الصدر شرق بغداد. أعقبتها في نوفمبر عملية مارن شجاع.

##### عملية مارن شجاع
أُطلقت في 16 نوفمبر 2007، واستهدفت مستودعات إمداد رئيسية لتنظيم الدولة الإسلامية في منطقة اليوسفية بوادي نهر الفرات جنوب شرق بغداد. بدأت العملية بإنزال جوي واسع شارك فيه 450 جنديًا من اللواء القتالي الثالث، الفرقة 101 مظلية، و150 جنديًا عراقيًا، و70 من أبناء العراق قرب قريتي العويسات والبترا. أعقبتها عملية مارن راوند أب في 15 ديسمبر 2007.

##### عملية مارن راوند أب
ركزت على منطقة الإسكندرية في محافظة بابل. في اليوم الأول، اكتشفت قوات التحالف شبكة أنفاق كبيرة استُخدمت من قبل تنظيم الدولة الإسلامية لإخفاء الأسلحة والمقاتلين على ضفاف نهر الفرات، وتم تدميرها. كما سلّمت مجموعة من أبناء العراق مخبأً ضخمًا للأسلحة لقوات التحالف في نفس اليوم. اختُتمت العملية مطلع يناير 2008 بإطلاق عملية مارن صاعقة، التي كانت جزءًا من العملية على مستوى الفيلق فينيق الشبح.

### الوحدات المشاركة

#### القوات الأمريكية والتحالف
- لواء القتال الثالث، الفرقة الأولى فرسان
- عناصر من اللواء الرابع، الفرقة 25 مشاة
- عناصر من اللواء الثالث، الفرقة 82 مظلية
- عناصر من اللواء الثالث، الفرقة 2 مشاة
- عناصر من اللواء الرابع، الفرقة 2 مشاة
- عناصر من لواء الطيران القتالي 25
- السرب الخامس، فوج الفرسان 73
- سرب الاستطلاع المدرع 6-9
- الفوج 5-20 مشاة
- وحدة الشؤون العامة المتنقلة الخامسة
- وحدة الشؤون العامة المتنقلة 115، الحرس الوطني لجيش أوريغون

#### القوات العراقية
- قوات الأمن العراقية
- عناصر من الفرقتين الرابعة والخامسة في الجيش العراقي
- وحدات من شرطة ديالى
- الفرقة الخامسة، الجيش العراقي